# Liogenys flaveola
Liogenys flaveola är en skalbaggsart som beskrevs av Moser 1924. Liogenys flaveola ingår i släktet Liogenys och familjen Melolonthidae. Inga underarter finns listade i Catalogue of Life.